# Église Saint-Germain d'Alairac
L'église Saint-Germain d'Alairac est une église située en France sur la commune d'Alairac, dans le département de l'Aude en région Occitanie.
Elle fait l'objet d'une inscription au titre des monuments historiques depuis le 14 avril 1948.

## Description
L'église est orientée, bâtie sur un plan est-ouest, de forme rectangulaire, auquel vient s'ajouter un chevet plat plus étroit, elle est flanquée au sud de la sacristie et d'un clocher octogonal étroit à l'angle nord. Cette église est une illustration du gothique méridional de la plupart des églises de la région. La façade ouest est aveugle, la façade nord est quasiment dépourvue d'ouvertures ou de vitraux, hormis la rosace du baptistère et un vitrail du chœur, les trois faces de l'abside sont pourvues de vitraux, la face sud, outre le vitrail de l'abside, a trois ouvertures qui encadrent le portail en ogive, c'est à l'équinoxe de printemps, au soleil de 11 h que ces vitraux peuvent s'admirer dans toute leur beauté.

## Localisation
L'église est située sur la commune d'Alairac, dans le département français de l'Aude (11). L'expression : L'église au milieu du village prend ici tout son sens avec un boulevard circulaire, le Rond Saint-Germain qui l'entoure. Cette disposition fait de ce village l'une des 90 circulades du Languedoc-Roussillon.

## Historique
L'église Saint-Germain d'Alairac date des XIIIe et XIVe siècles; avec son clocher octogonal, l'édifice est inscrit au titre des monuments historiques en 1948. À l'origine, c'est la maison forte du seigneur local, une tour de guet octogonale flanque l'angle Nord, une fortification l'encercle, elle est constituée des maisons des habitants, aux ouvertures tournées vers l'intérieur, qui forment un rempart continu la circulade, seulement percé de deux portes. L'église primitive, aujourd'hui disparue, est incluse entre ces maisons. Avec l'hérésie cathare, suivie par la répression des barons du Nord commandée par Simon de Monfort la demeure du seigneur, convaincu de sympathie envers les Bons Hommes est rasée jusqu'à deux mètres du sol, puis reconstruite avec une voûte gothique et la tour de guet transformée en clocher, pour affirmer la prééminence de la foi catholique ; l'historienne Anne Brenon parle d'église de la reconquête, qui devient l'église paroissiale qu'elle est encore aujourd'hui. Pour le culte elle est un des trente-trois clochers de la paroisse Sainte-Marie-Reine-en-Pays-de-Carcassonne, dans la communauté de la Côte de la Malepère du diocèse de Carcassonne et Narbonne.

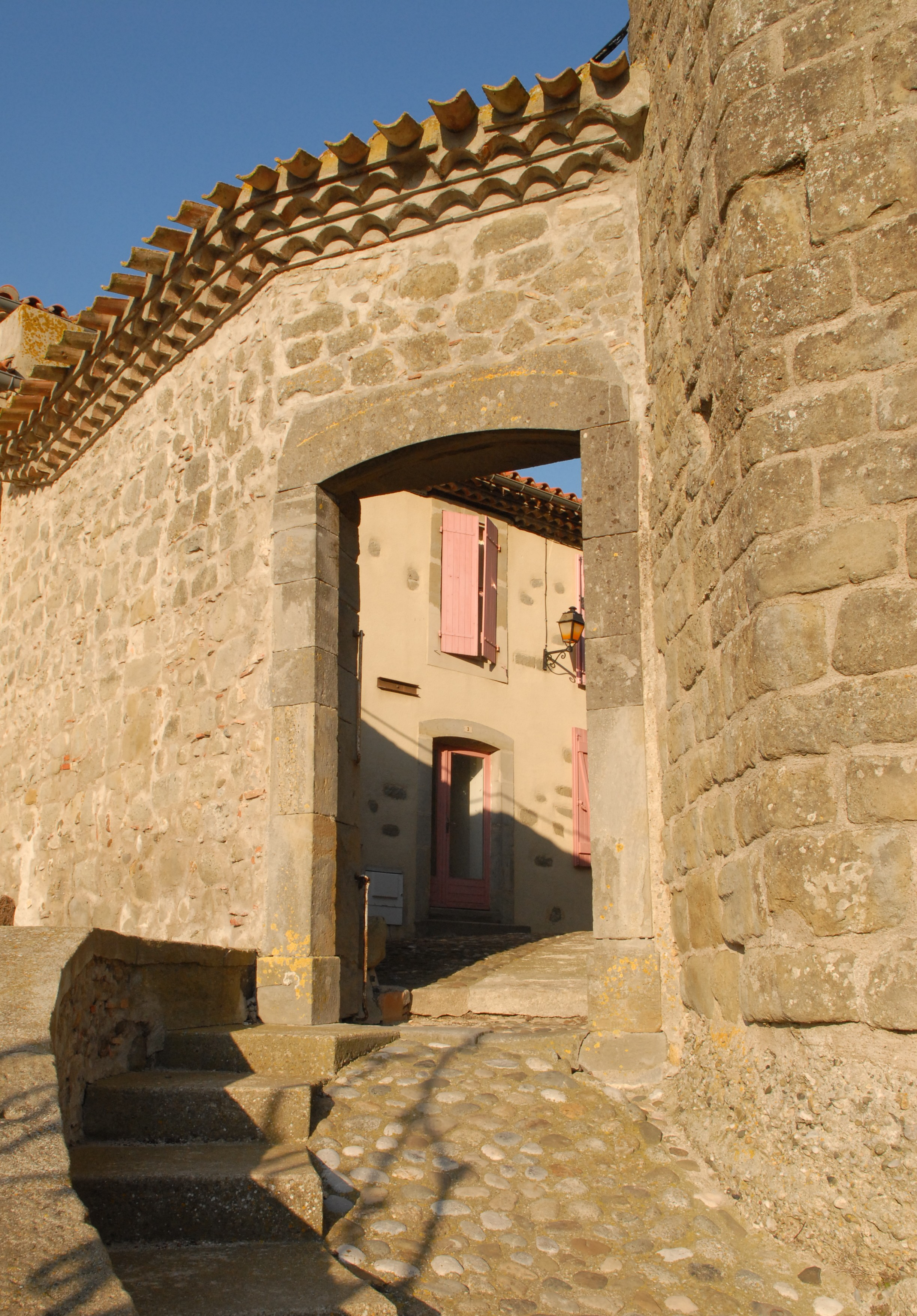
Accès au presbytère par une calade.
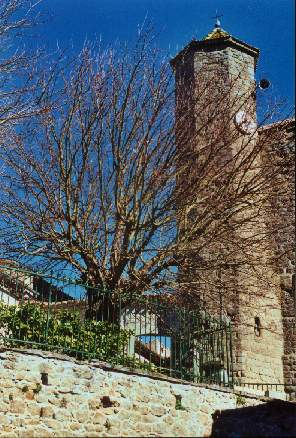
Clocher octogonal du XIIIe siècle.
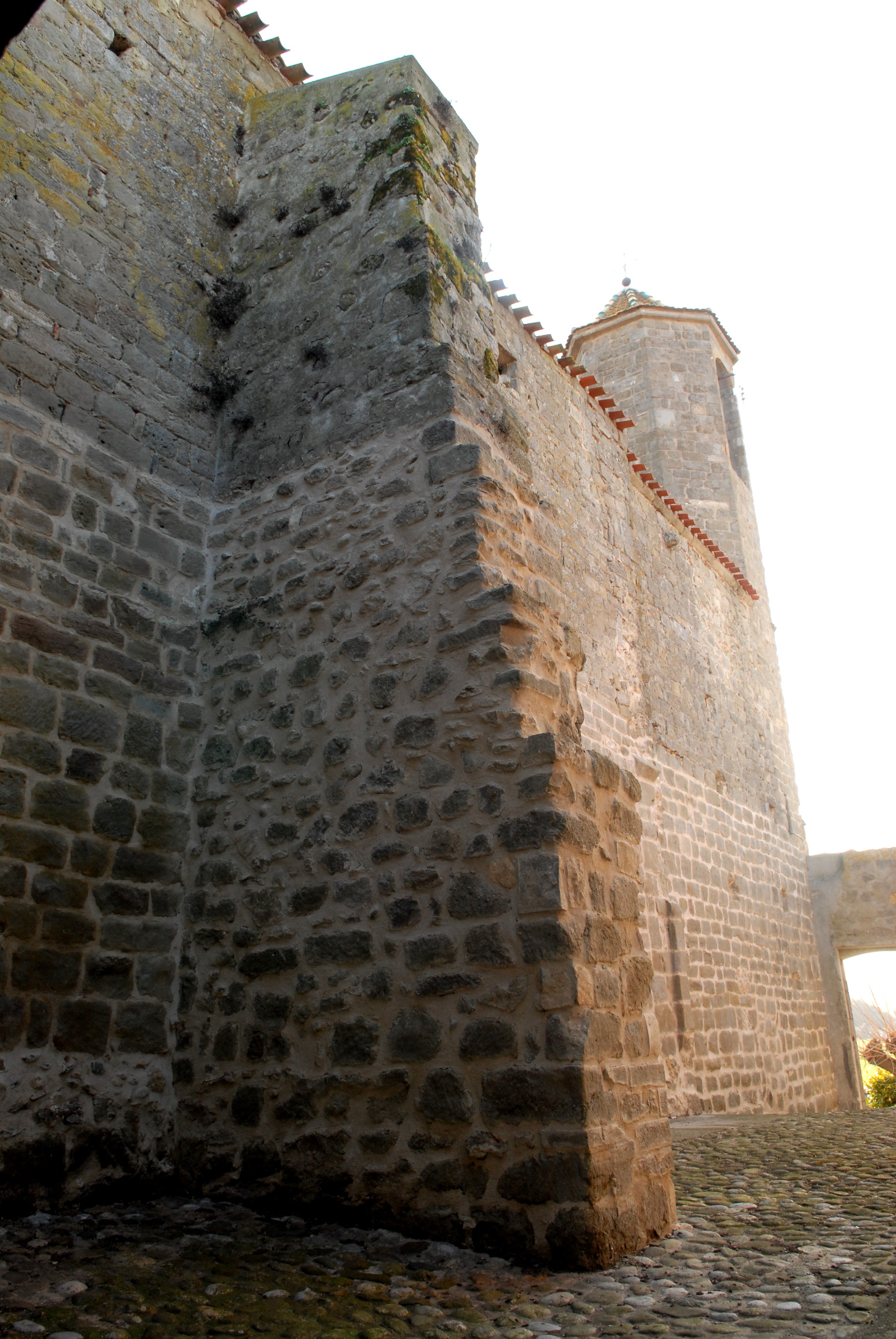
Contrefort méridional typique.
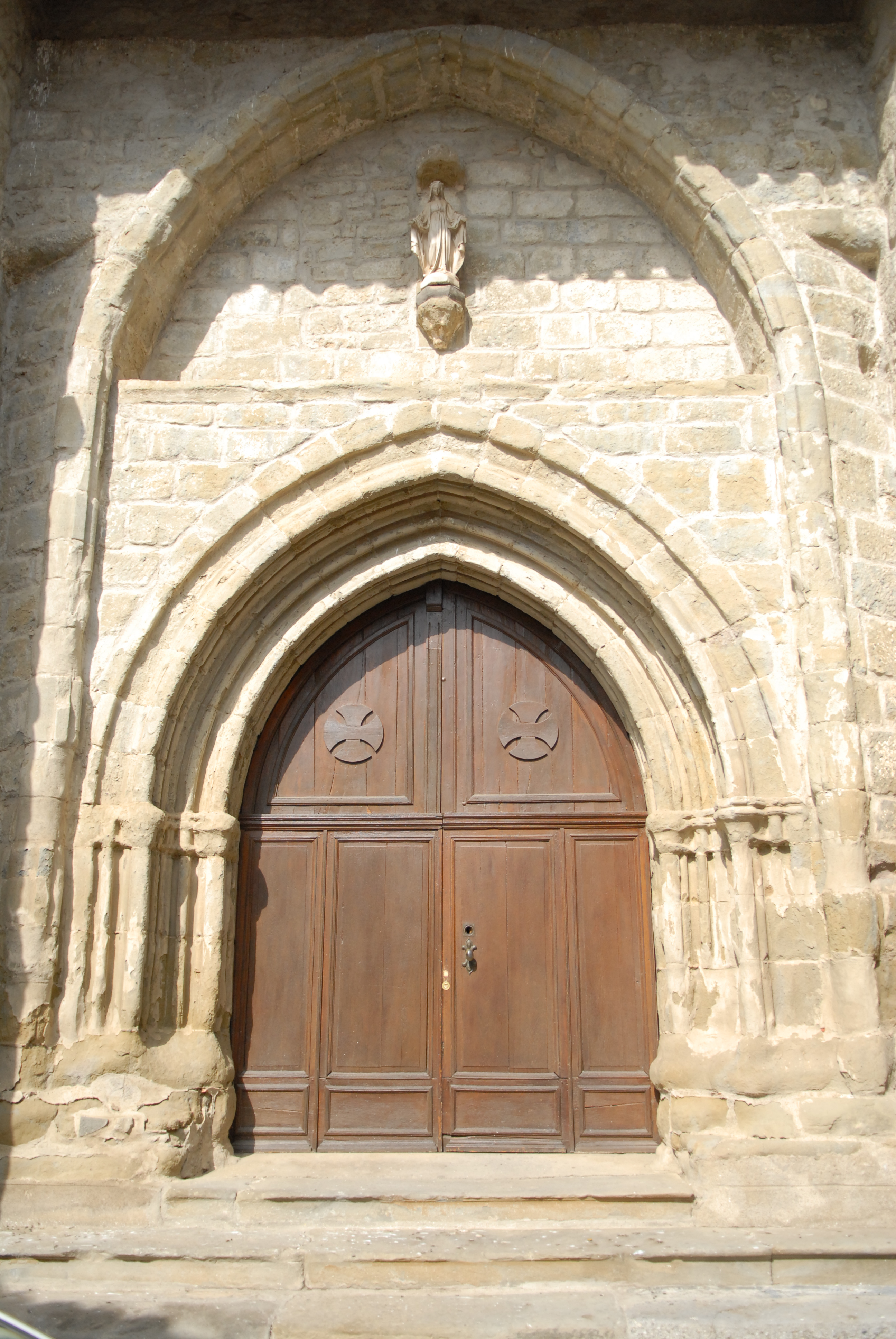
Portail de l'église Saint-Germain.
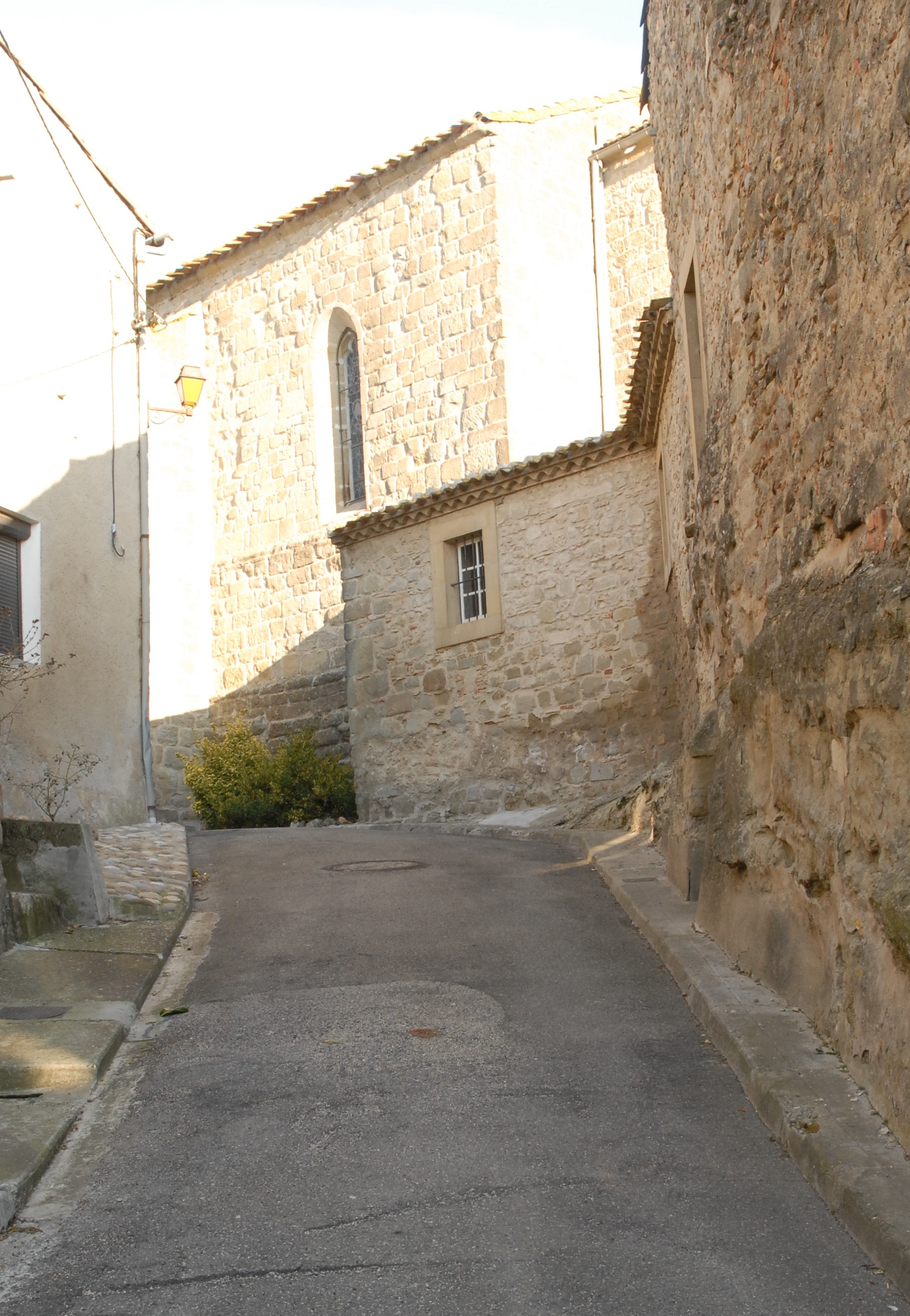
Accès à l'église côté sacristie.

.
Les peintures intérieures, réalisées par un artiste de la région, sont du XIXe siècle, Au début du XXIe siècle, une rénovation complète, rendue nécessaire par la dégradation liée au temps et à des fuites de la toiture, est l'objet d'un débat dans la commune : doit-on blanchir les murs ou restaurer les fresques naïves du XIXe ? La seconde proposition est retenue, les travaux menés en 2006 et 2007 par un artiste aidé d'artisans locaux nous restituent ce monument dans toute sa beauté.

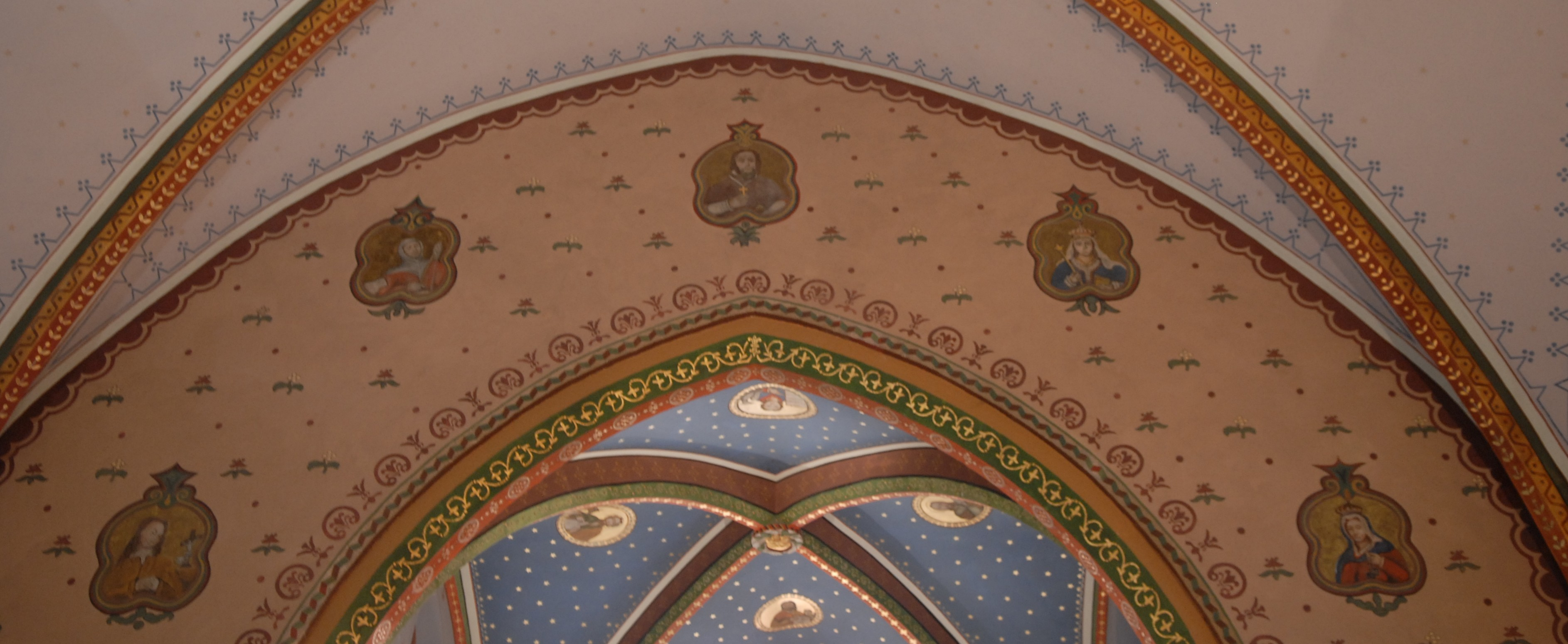
Comme un diadème couronnant le chœur.
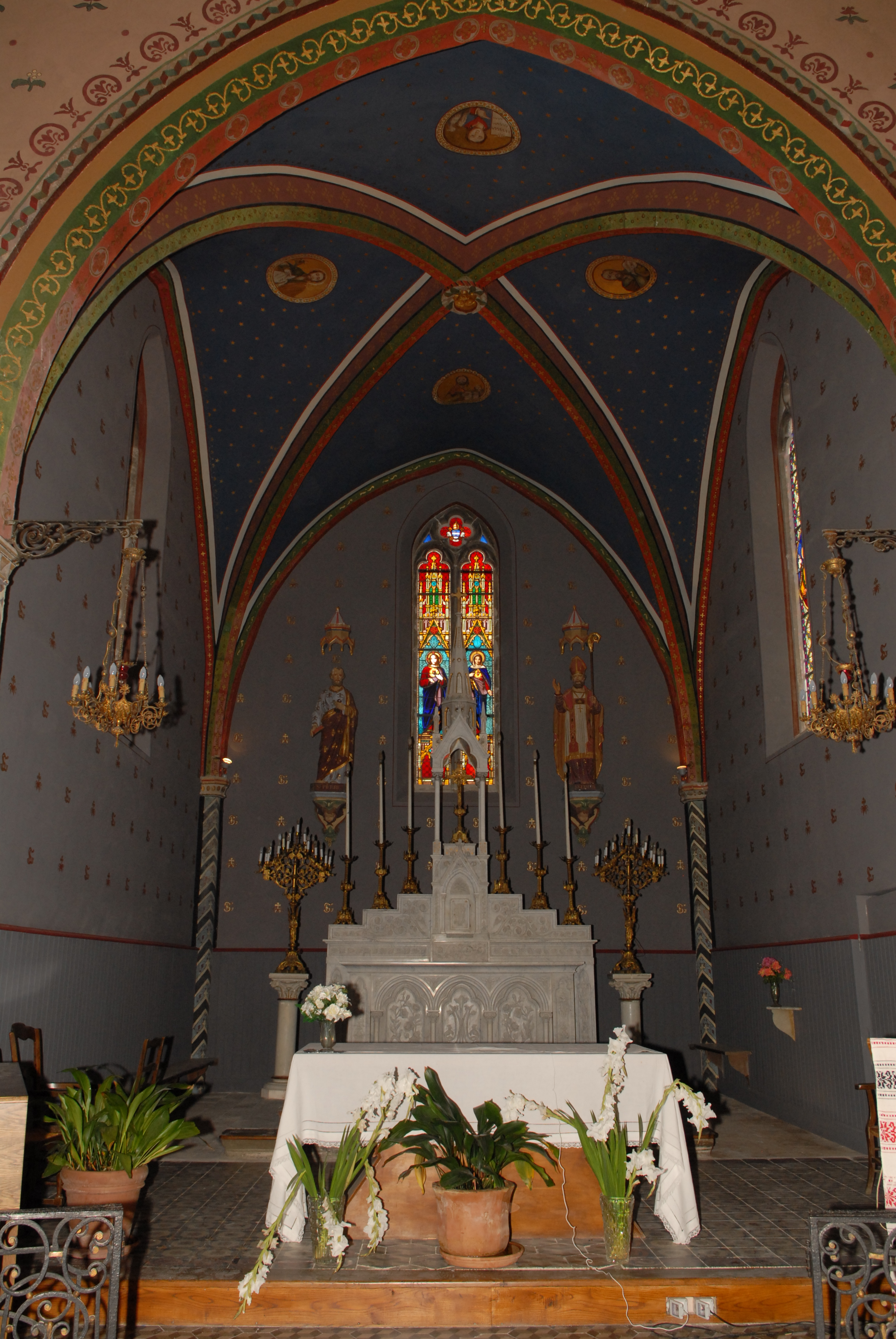
Vue d'ensemble du chœur de Saint-Germain.
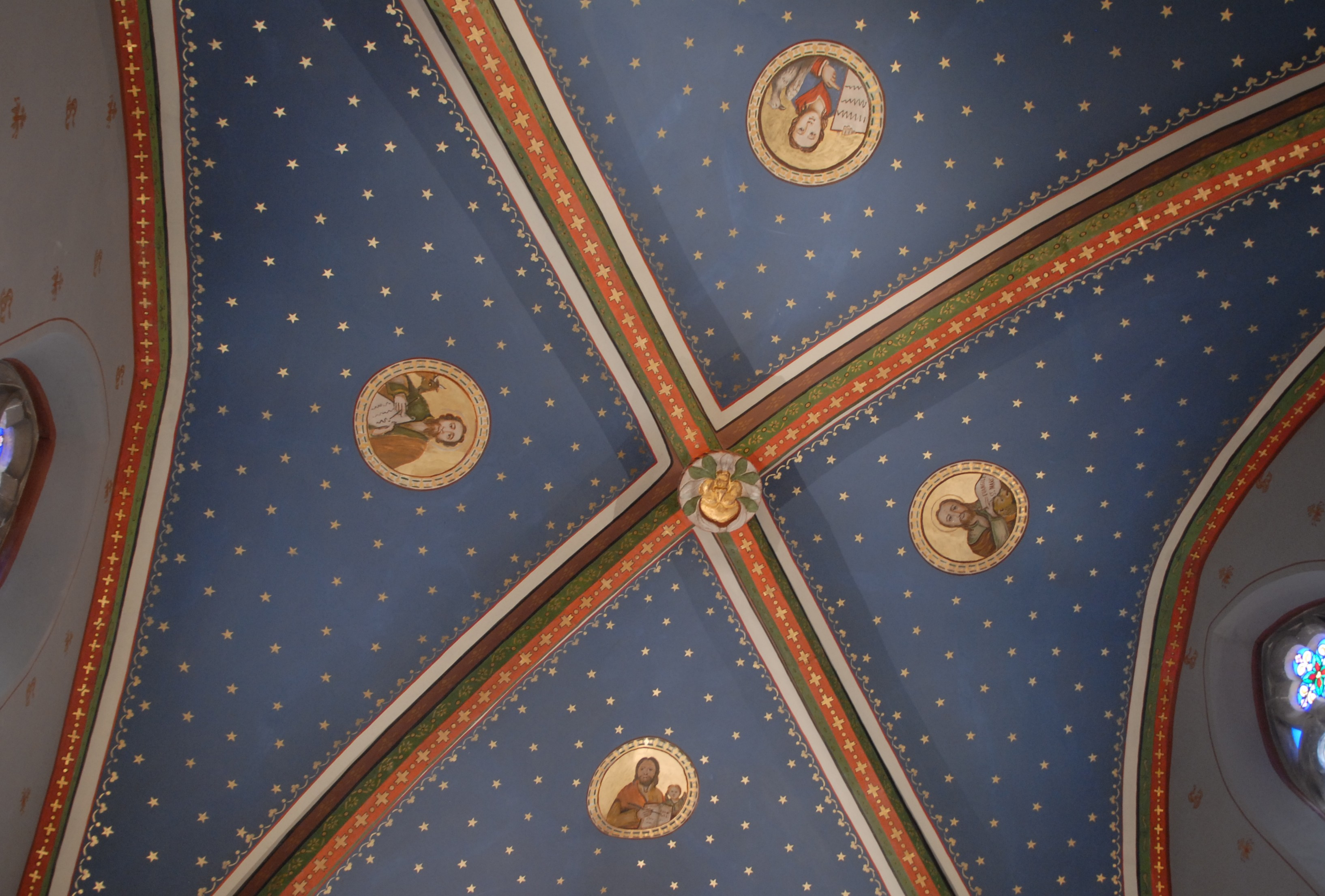
Décor naïf de la voute du chœur.
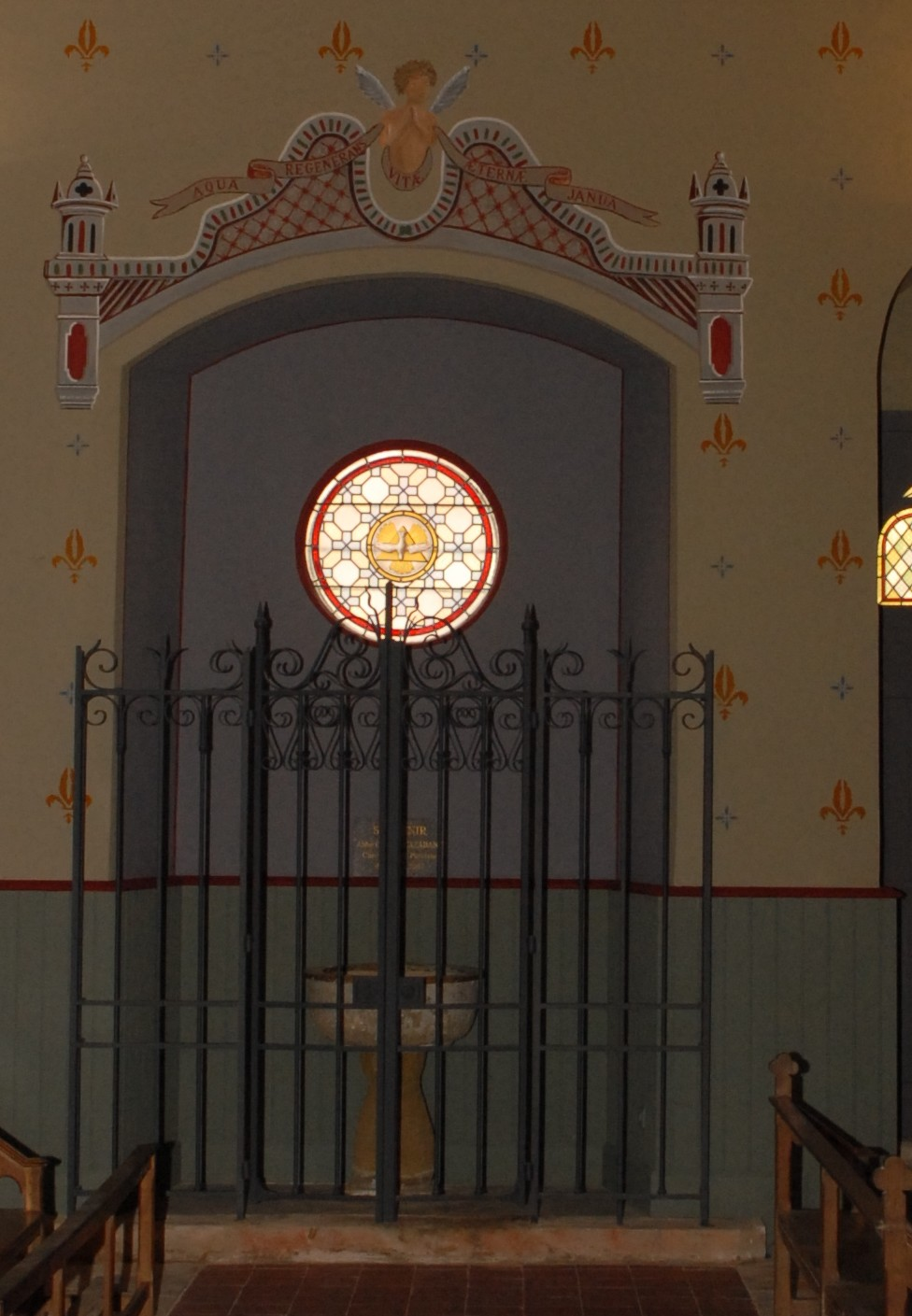
Le baptistère, remarquez la fresque du linteau.
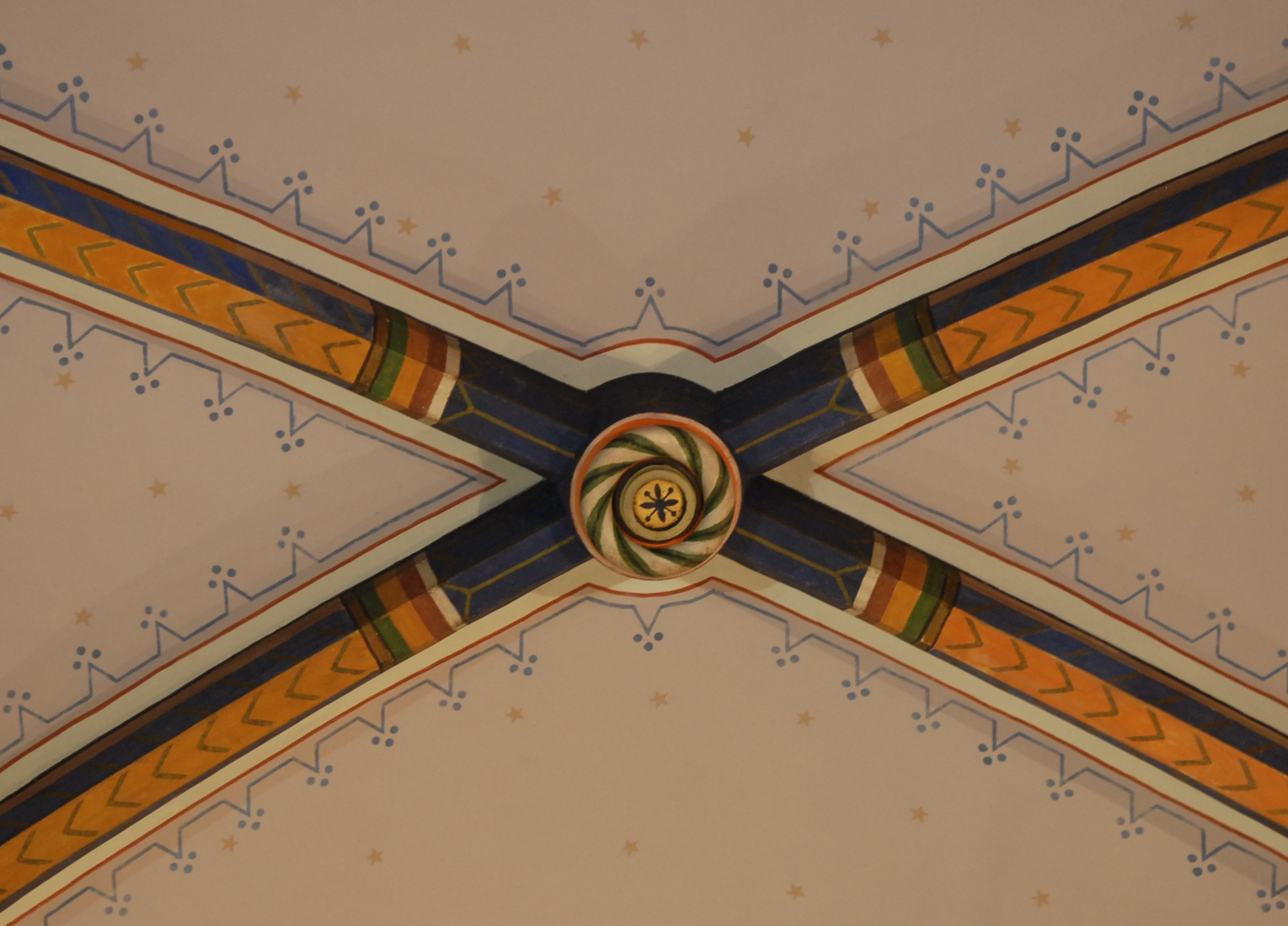
Détail d'une clé de voute de l'abside.
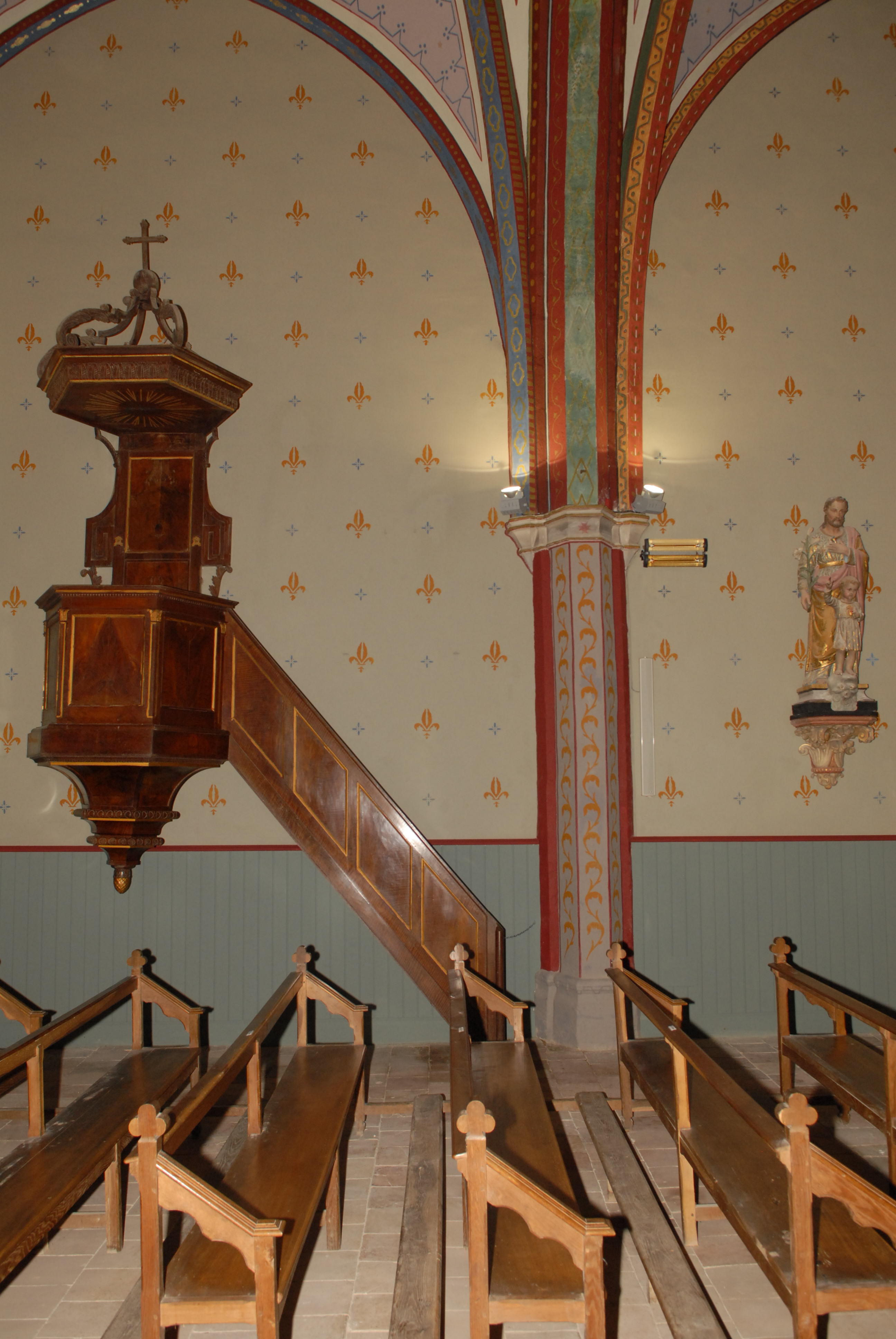
Chaire à prêcher.
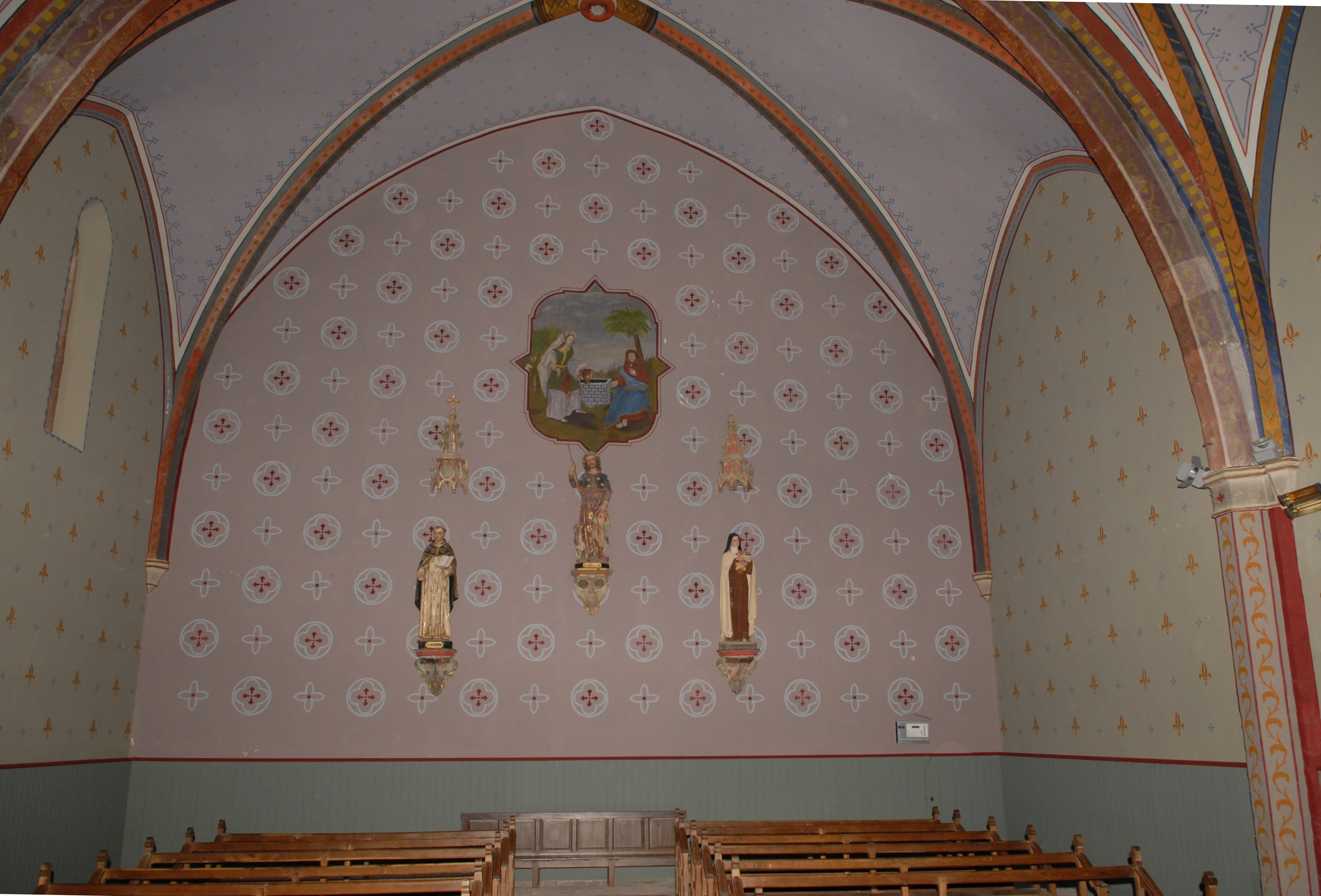
Le fond de l'abside.

Dans le même temps, les six vitraux et la rosace en tympan du baptistère sont nettoyés et, pour certains, réparés, l'installation électrique est refaite aux normes.

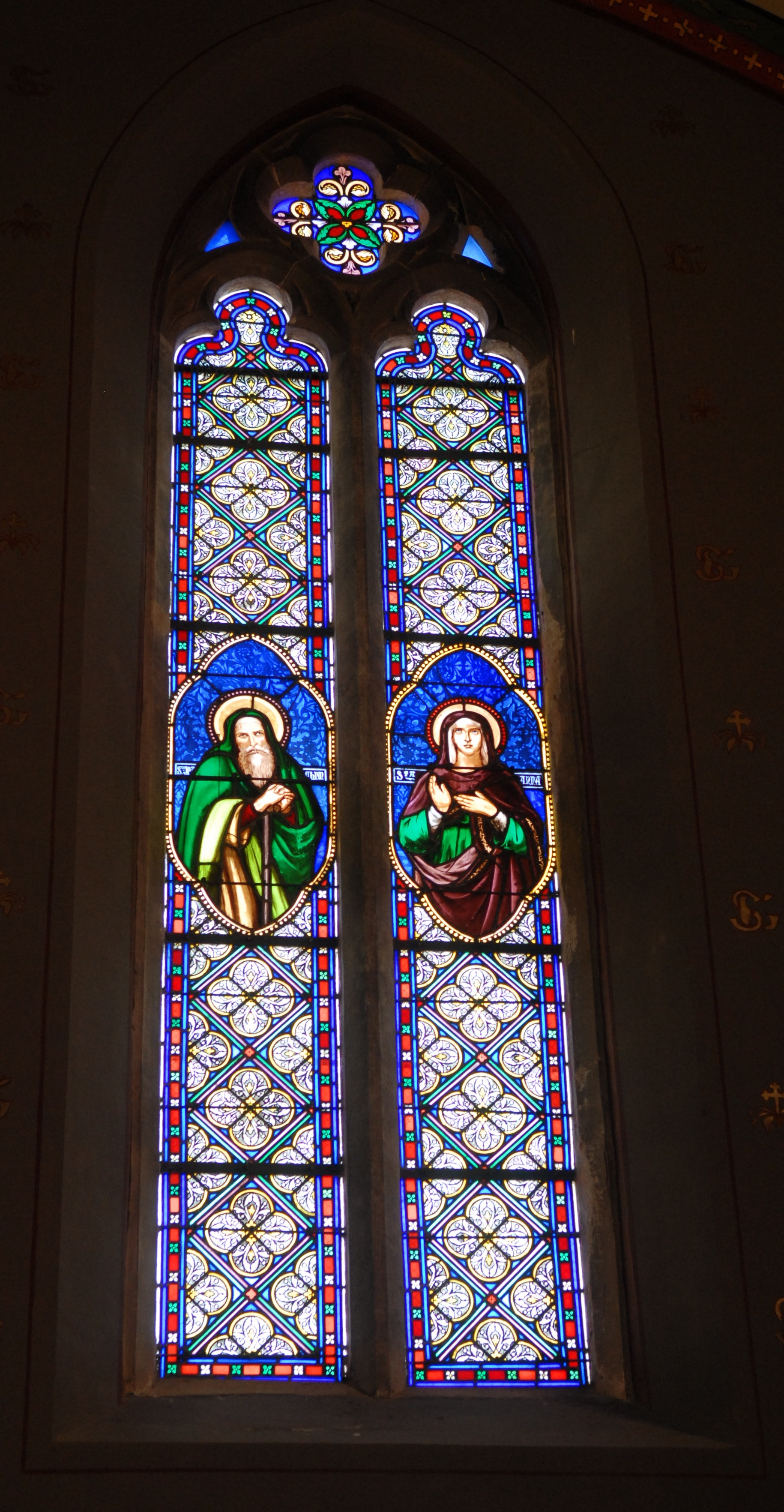
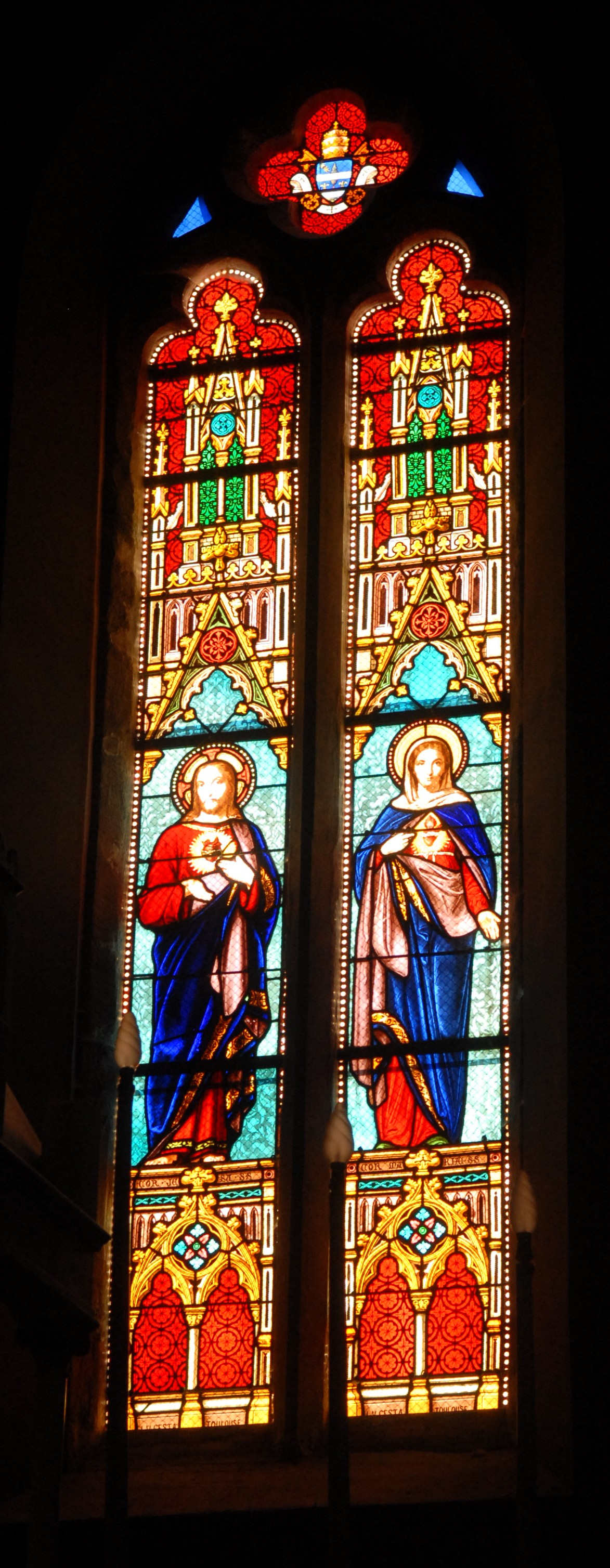
Vitrail à l'arrière du maître autel.
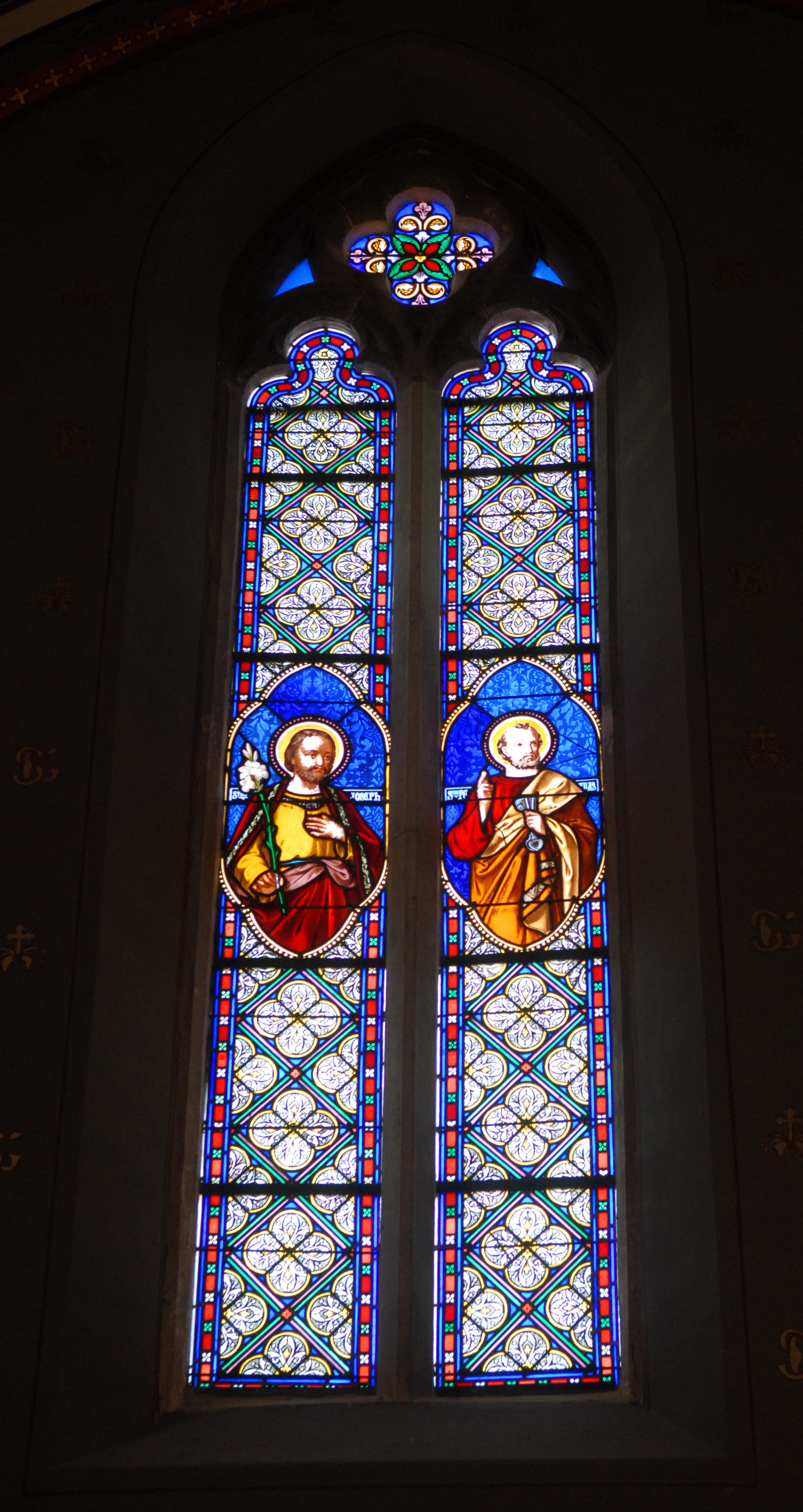
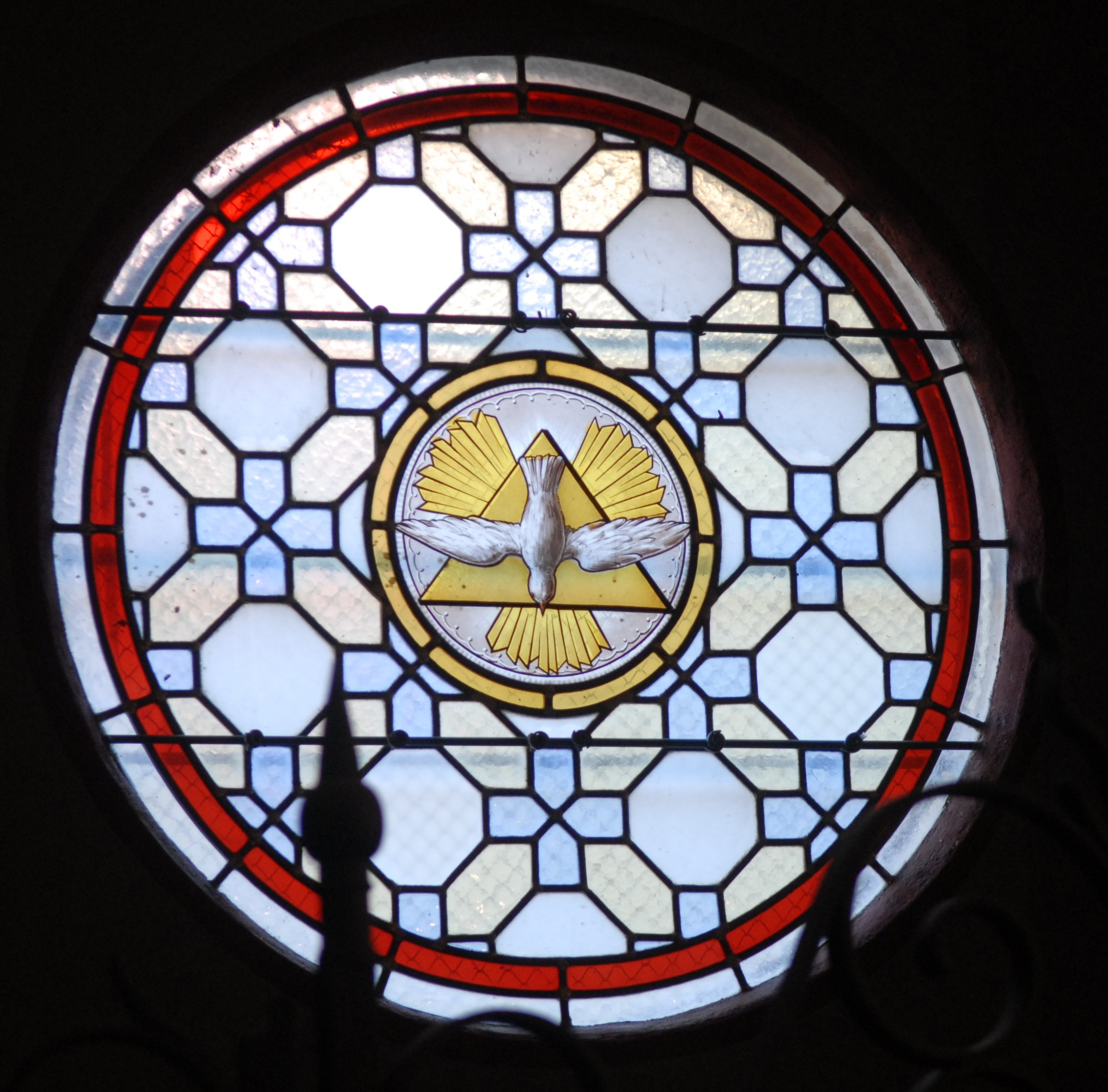
Rosace du baptistère.
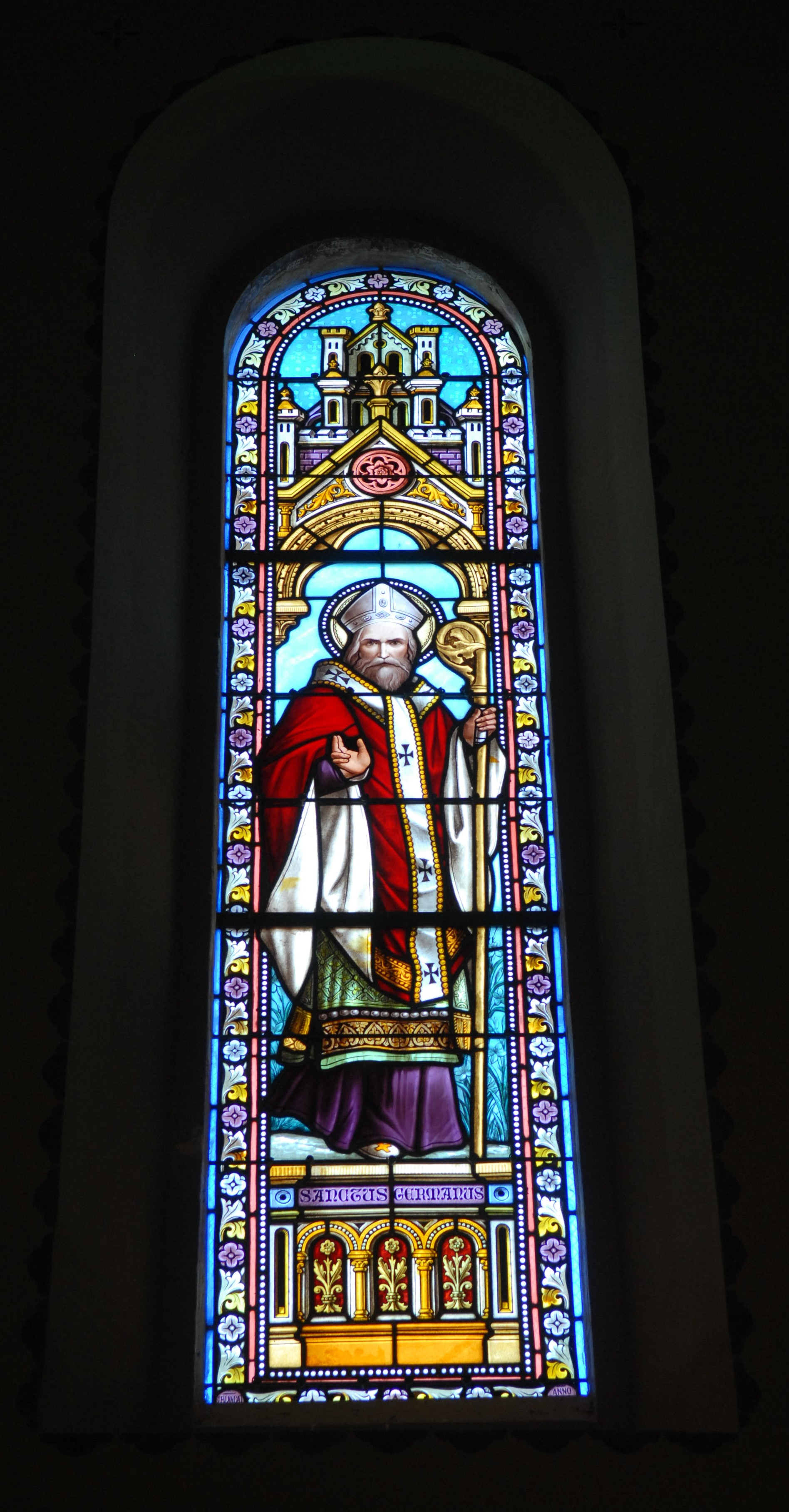
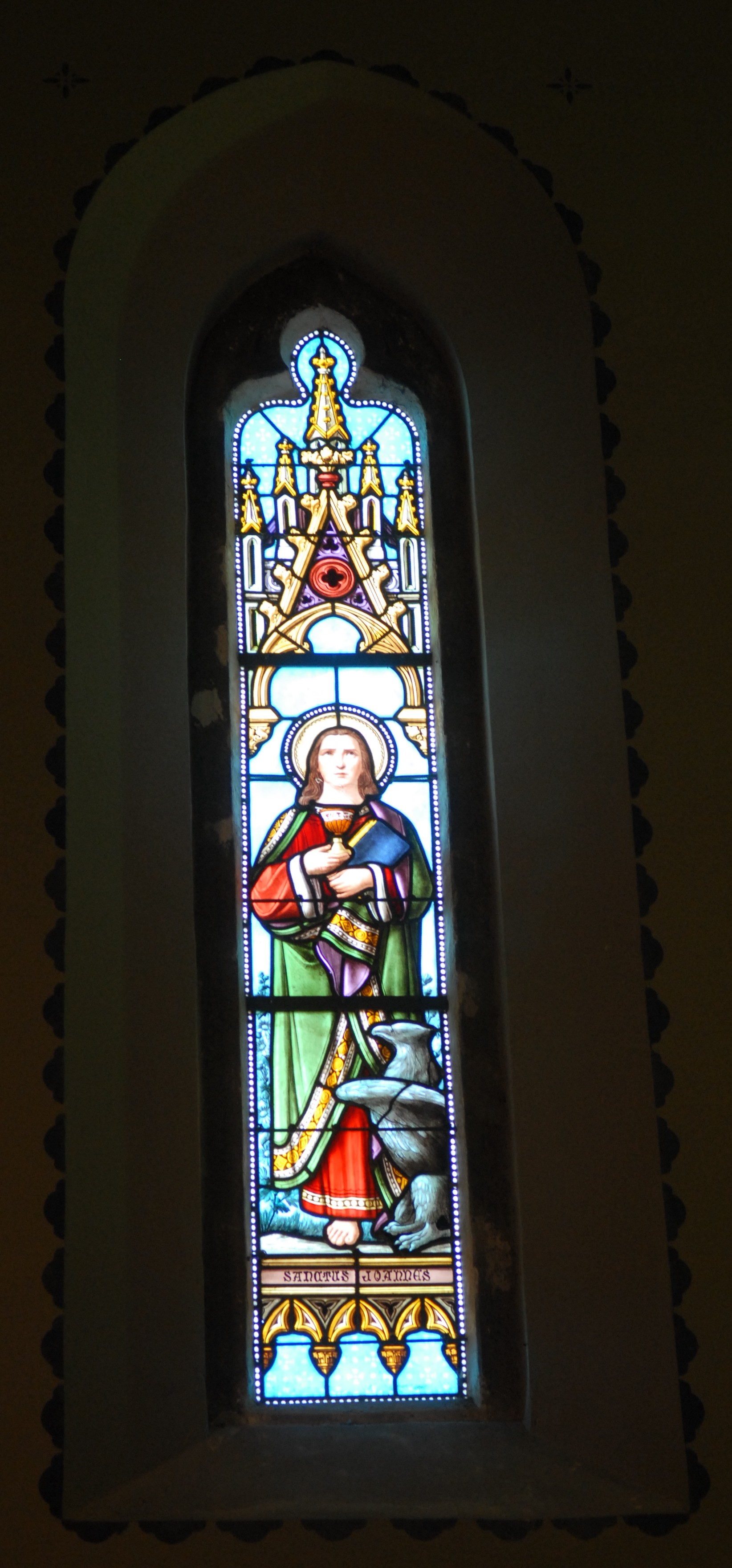
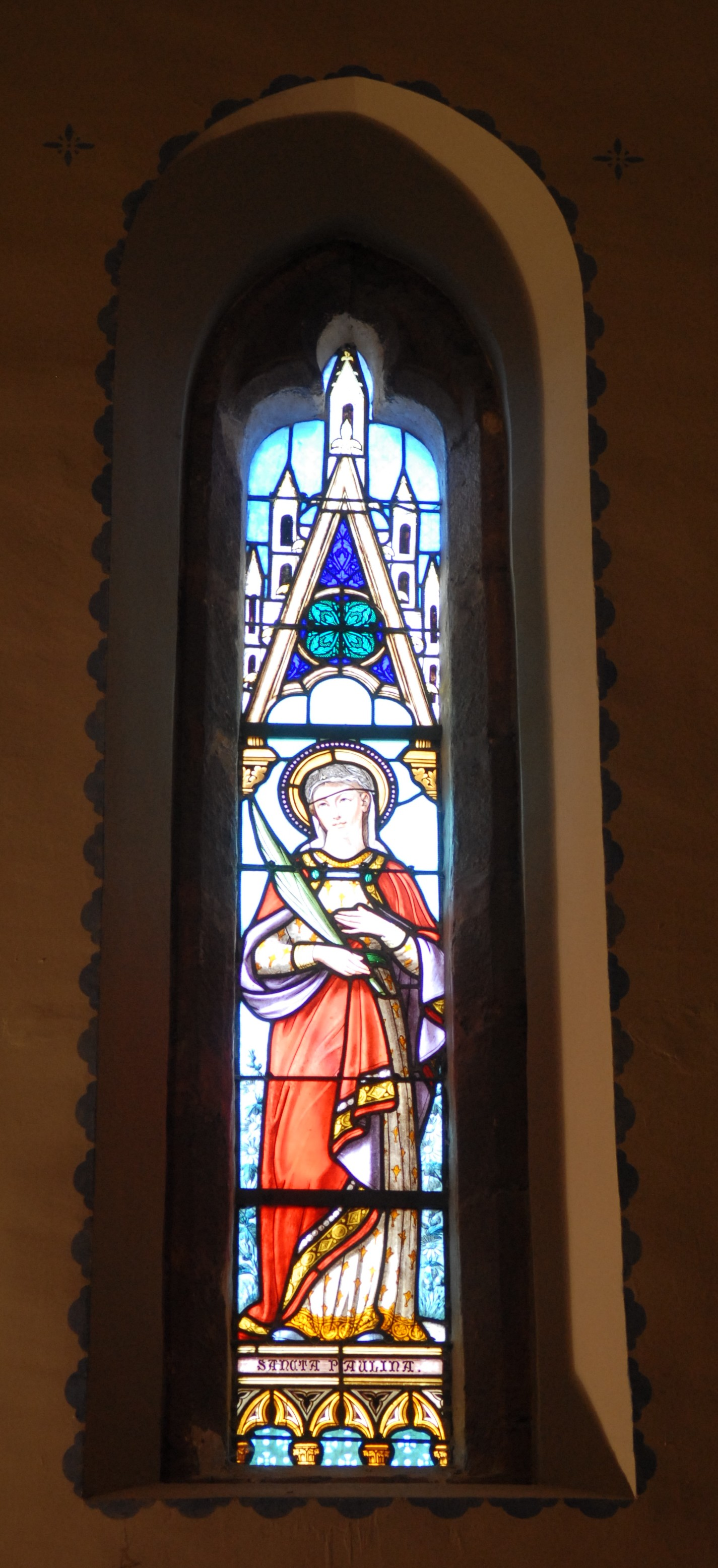

Une douzaine de statues grandeur nature décorent l'église, elles datent toutes du XIXe siècle, elles ont également fait l'objet d'une restauration soignée.

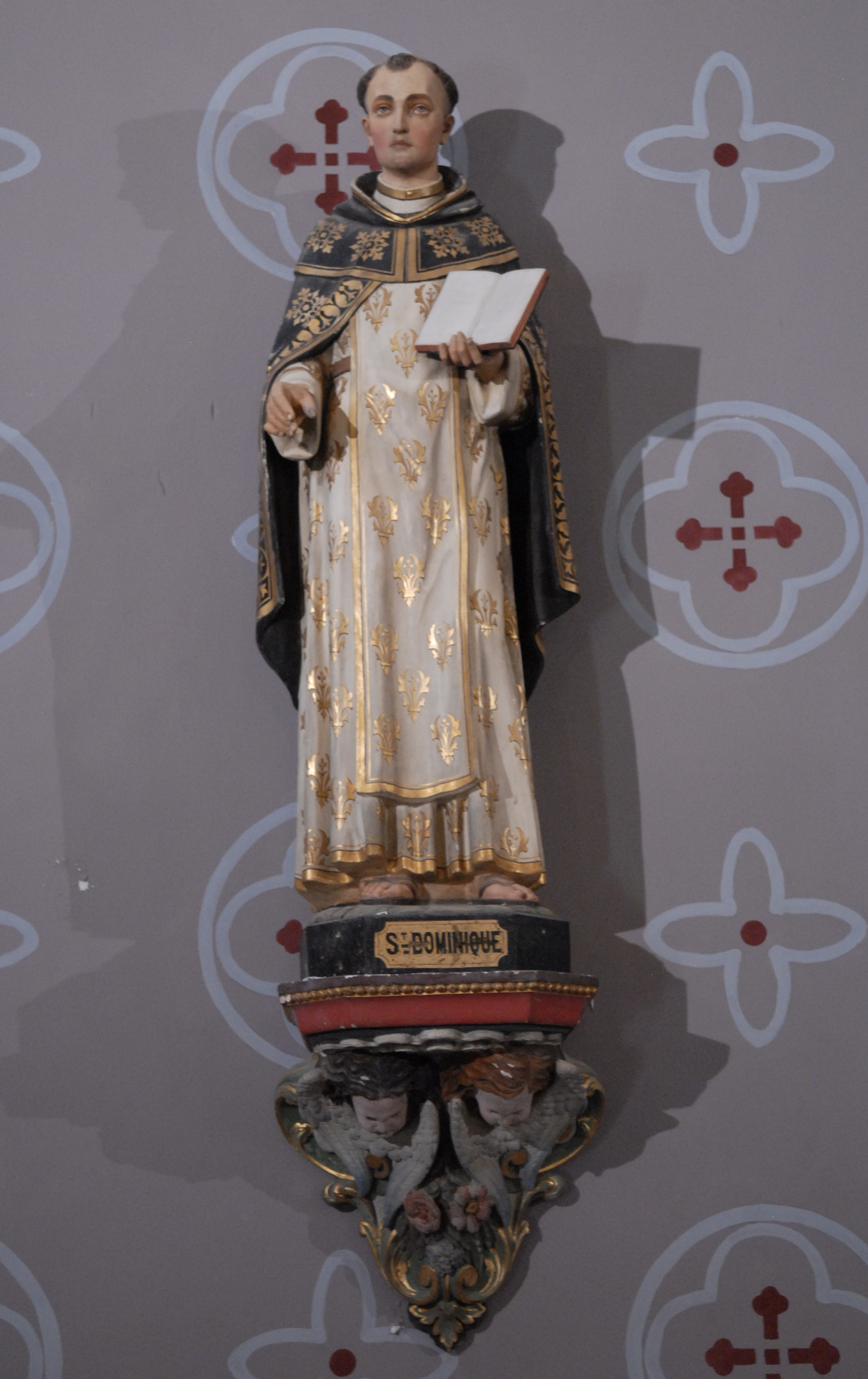
Saint Dominique de Fanjeaux.
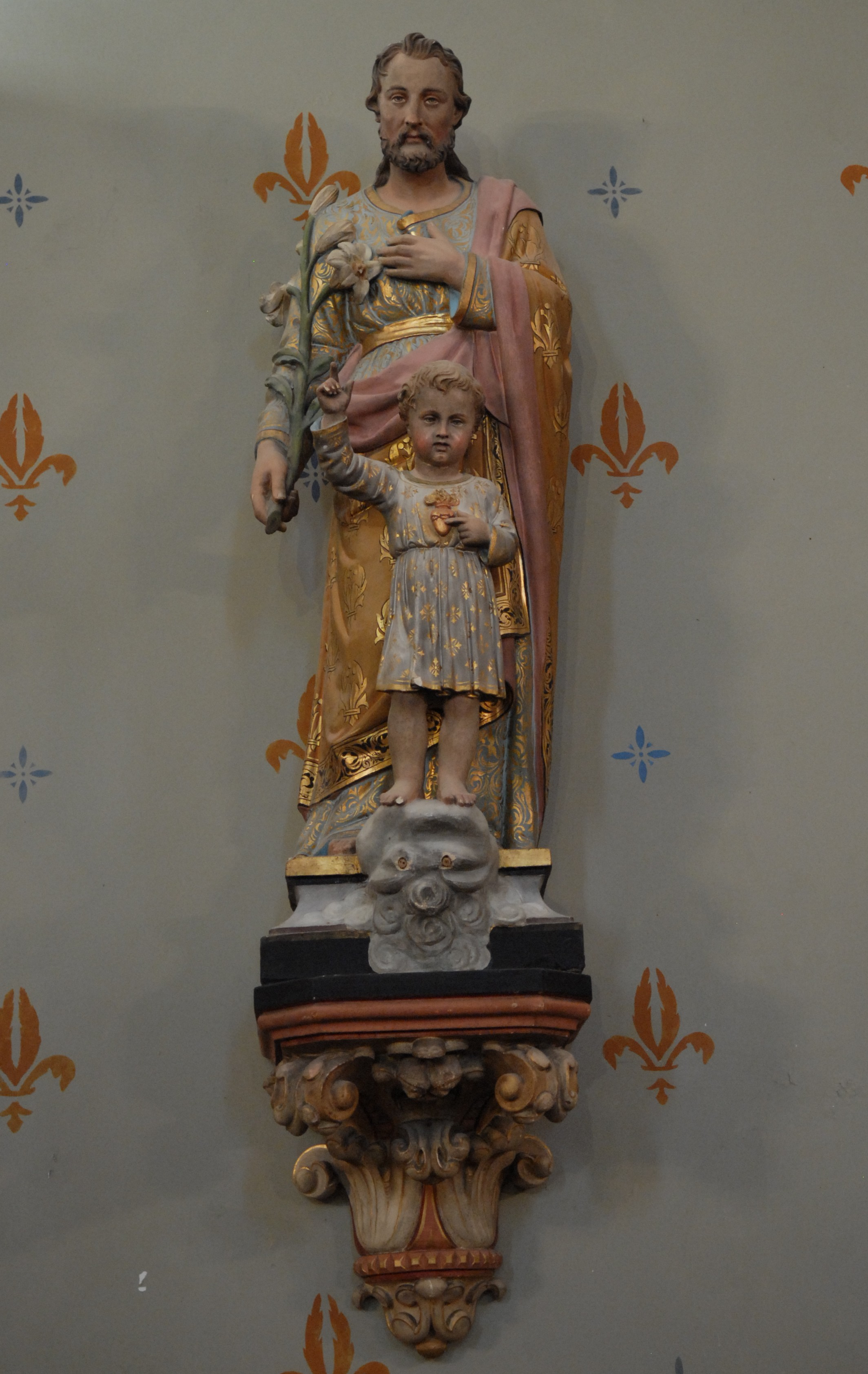
Saint Joseph à l'enfant.
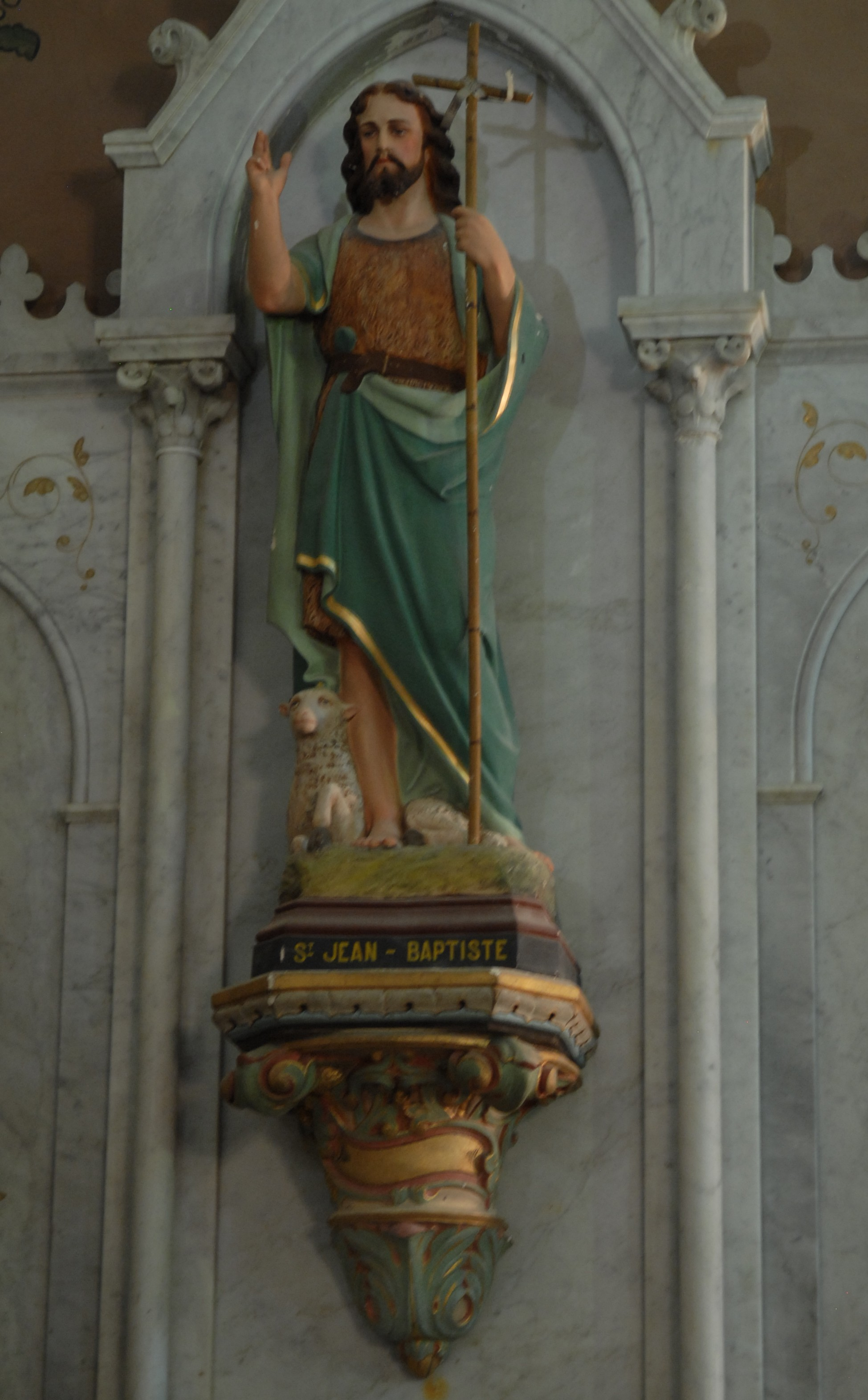
Statue de saint Jean-Batiste.
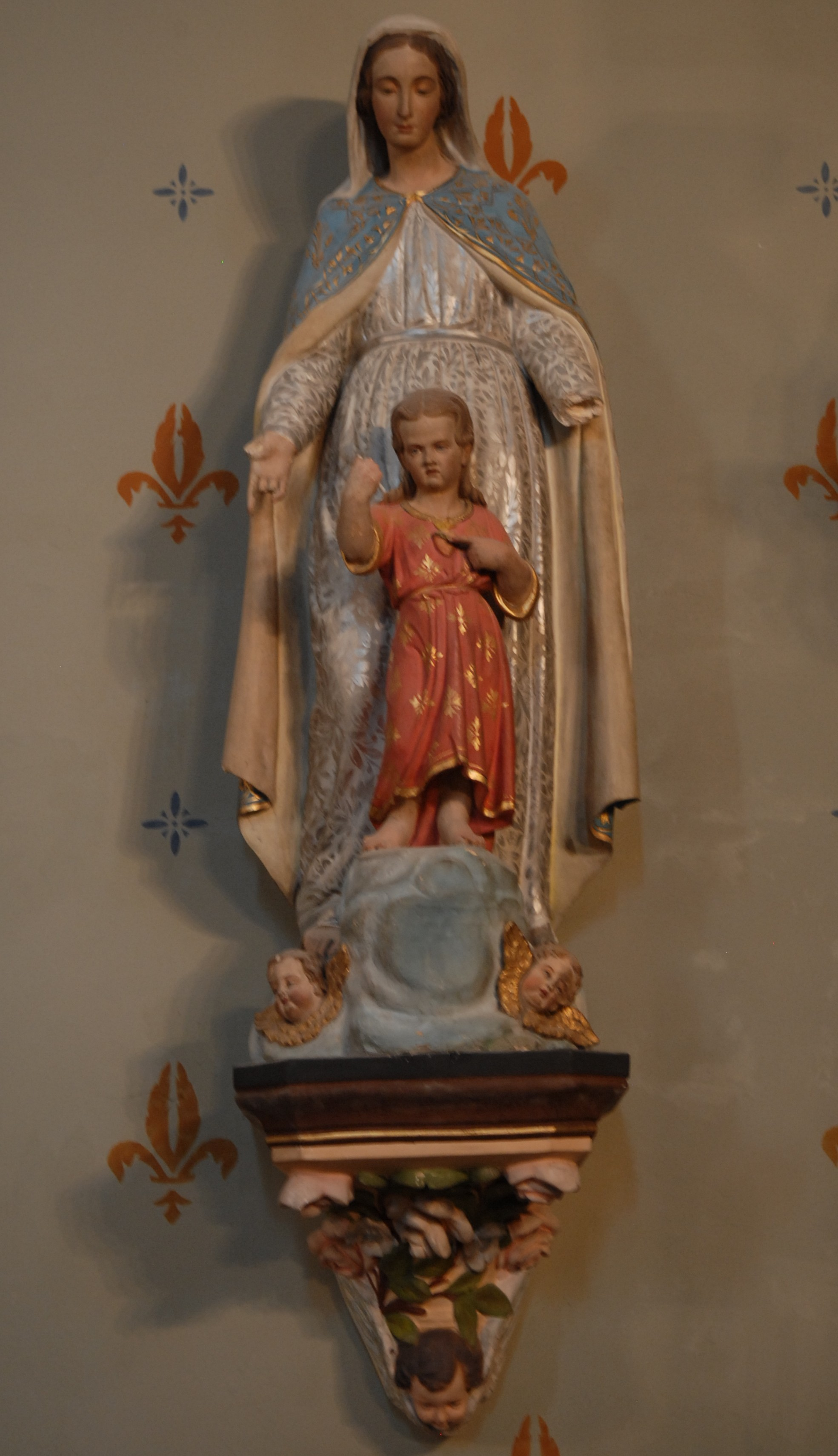
Vierge à l'enfant Jésus.
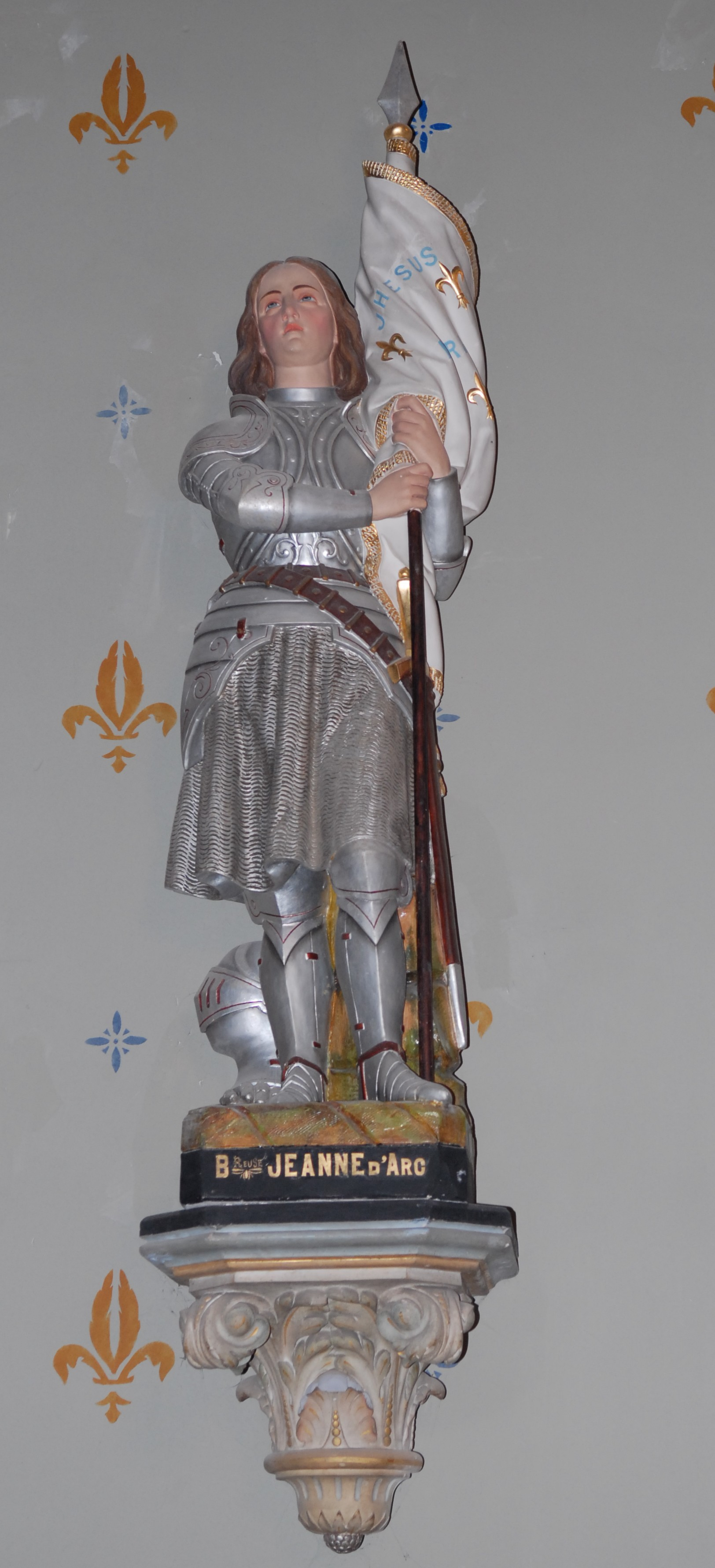
Jeanne d'Arc d'Alairac.
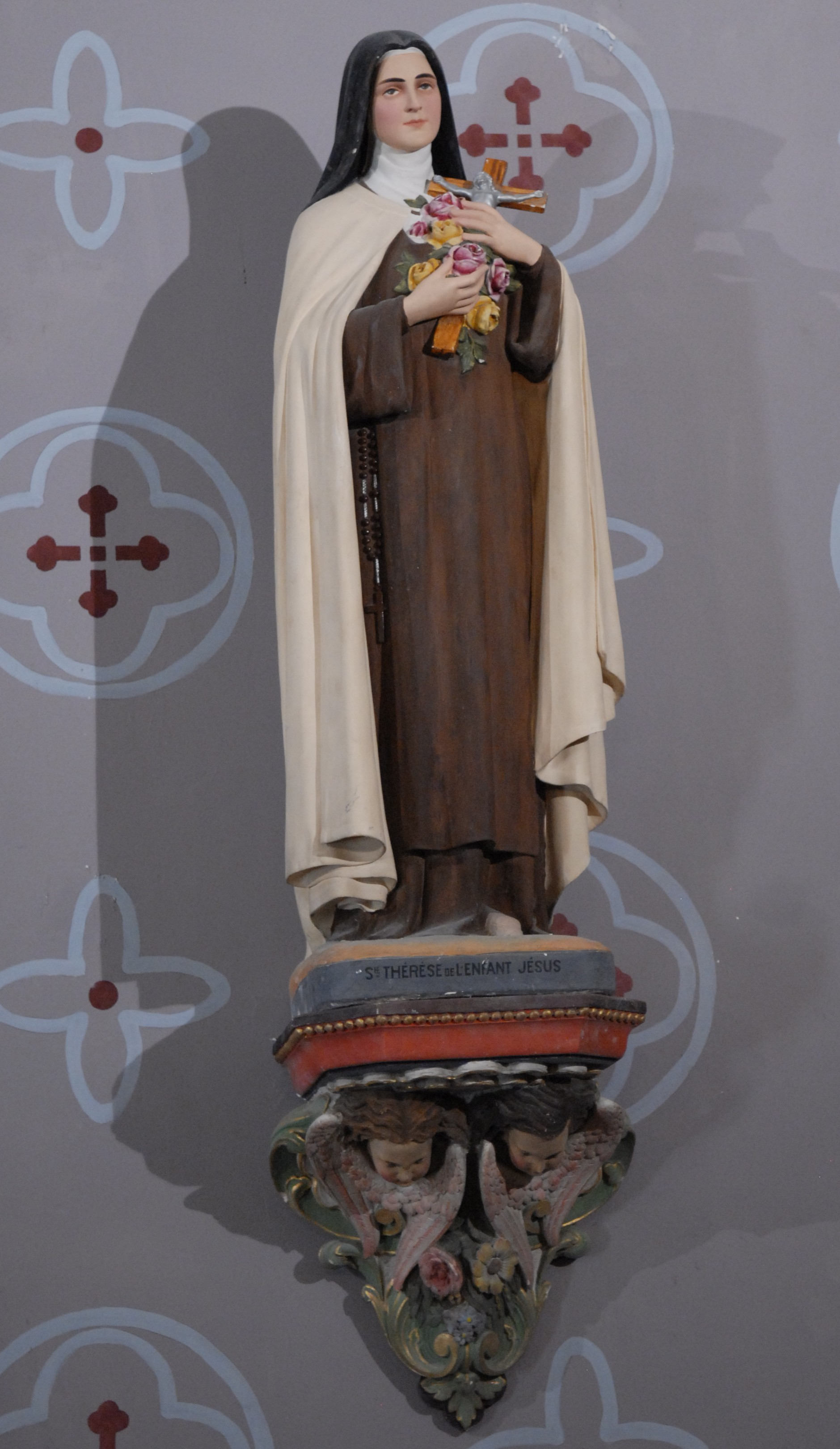
Sainte Thérèse de Lisieux.
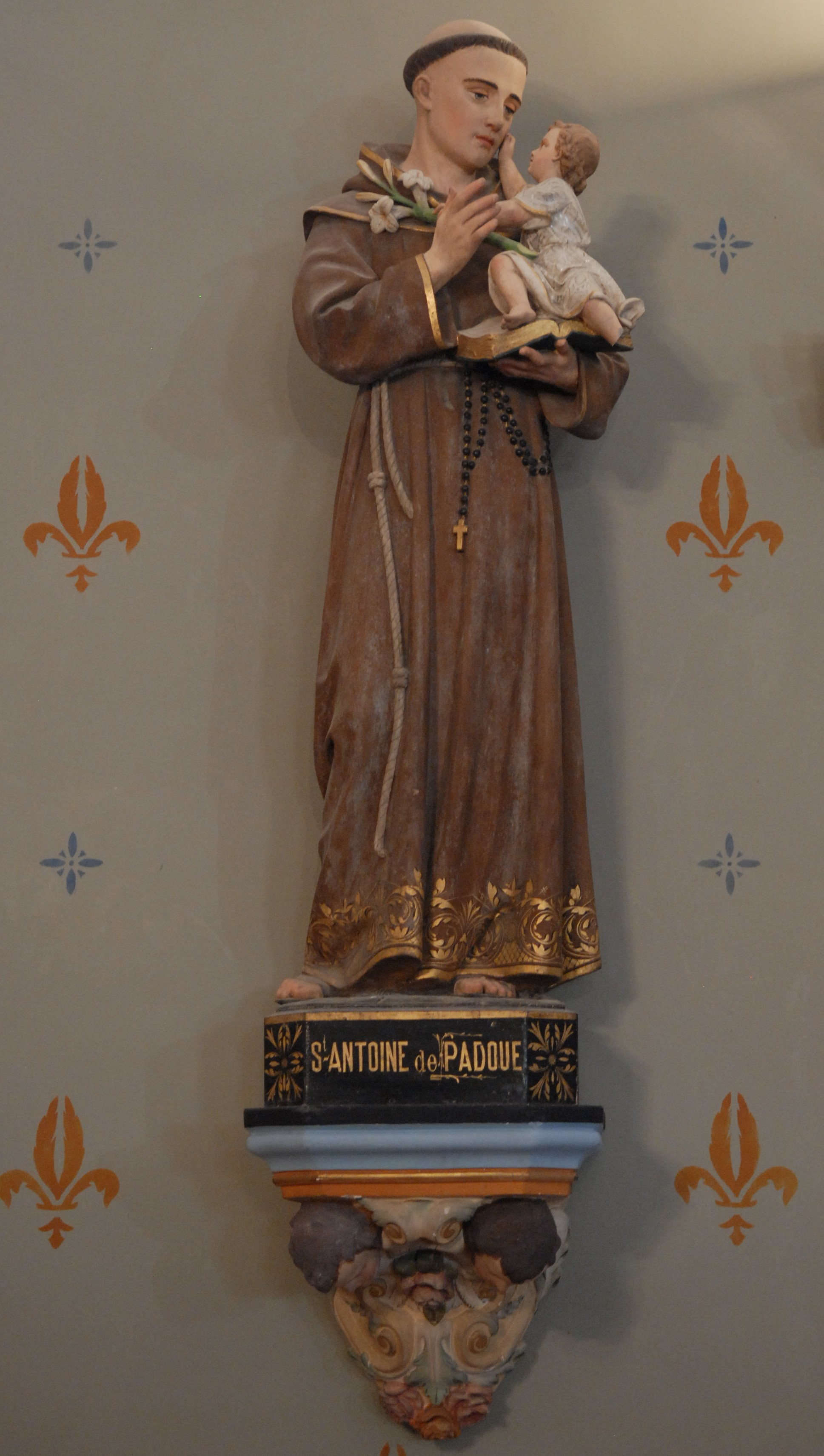
Saint Antoine de Padoue.

Cette église présente une excellente acoustique, en dehors des célébrations cultuelles plusieurs concerts y sont organisés tout au long de l'année.